# Nieuwe orthodoxe synagoge in Košice
De Nieuwe orthodoxe synagoge in Košice is gelegen nabij het historische stadscentrum Staré Mesto, aan de Puškinova-straat (in het Slowaaks: Puškinova ulica). Ze werd opgetrokken in de jaren 1926 - 1927 ter vervanging van de oude synagoge uit 1899 die toentertijd ontworpen was door János Balogh.

## Gebouw
Het bedehuis is geconstrueerd naar de plannen van architect Ľudovít Oelschläger (1896 - 1984) uit Boedapest en biedt plaats aan 800 personen. De voorgevel is neoclassicistisch met traditionele motieven. Naast de synagoge werd, voor het onderwijs van de joodse gemeenschap, een school opgetrokken die het werk was van dezelfde architect.
De binneninrichting van de synagoge, ondergebracht in een centrale hal onder een gewelfde koepel, is overwegend modern. Een metalen mechitzha scheidt de vrouwenafdeling van de mannenafdeling. De bima is centraal opgesteld en kijkt uit op de Thora-ark in rood marmer, waar de heilige boeken bewaard worden. 
Het gebouw werd gerenoveerd in 2007. Doordat in vergelijking met het verleden, het aantal gelovigen kleiner is, zijn er alleen vieringen op de grote religieuze feestdagen. De gewone samenkomsten vinden plaats in een zaal gelegen in de buurt van de oude synagoge, aan de Zvonarská-straat.

## Gedenkteken voor de Holocaust
Tijdens de Tweede Wereldoorlog werden de Joden uit Košice naar nazi-kampen gedeporteerd. Dit geschiedde tussen 15 mei 1944 en 2 juni 1944 bij middel van vier konvooien met bestemming Auschwitz.
Ter herdenking van deze Holocaust werd in 1992 tegen de voorgevel van de synagoge een gedenkplaat aangebracht. Daarin vermeldt men dat in 1944 meer dan 12.000 joodse landgenoten uit Košice naar concentratiekampen werden getransporteerd. Er wordt echter geen melding gemaakt van de meer dan 2.000 Joden uit de wijde omgeving van Košice die hier ook werden samengebracht en eveneens naar de kampen werden vervoerd.
Van de totaliteit der gedeporteerden overleefde slechts een vierhonderdtal personen.

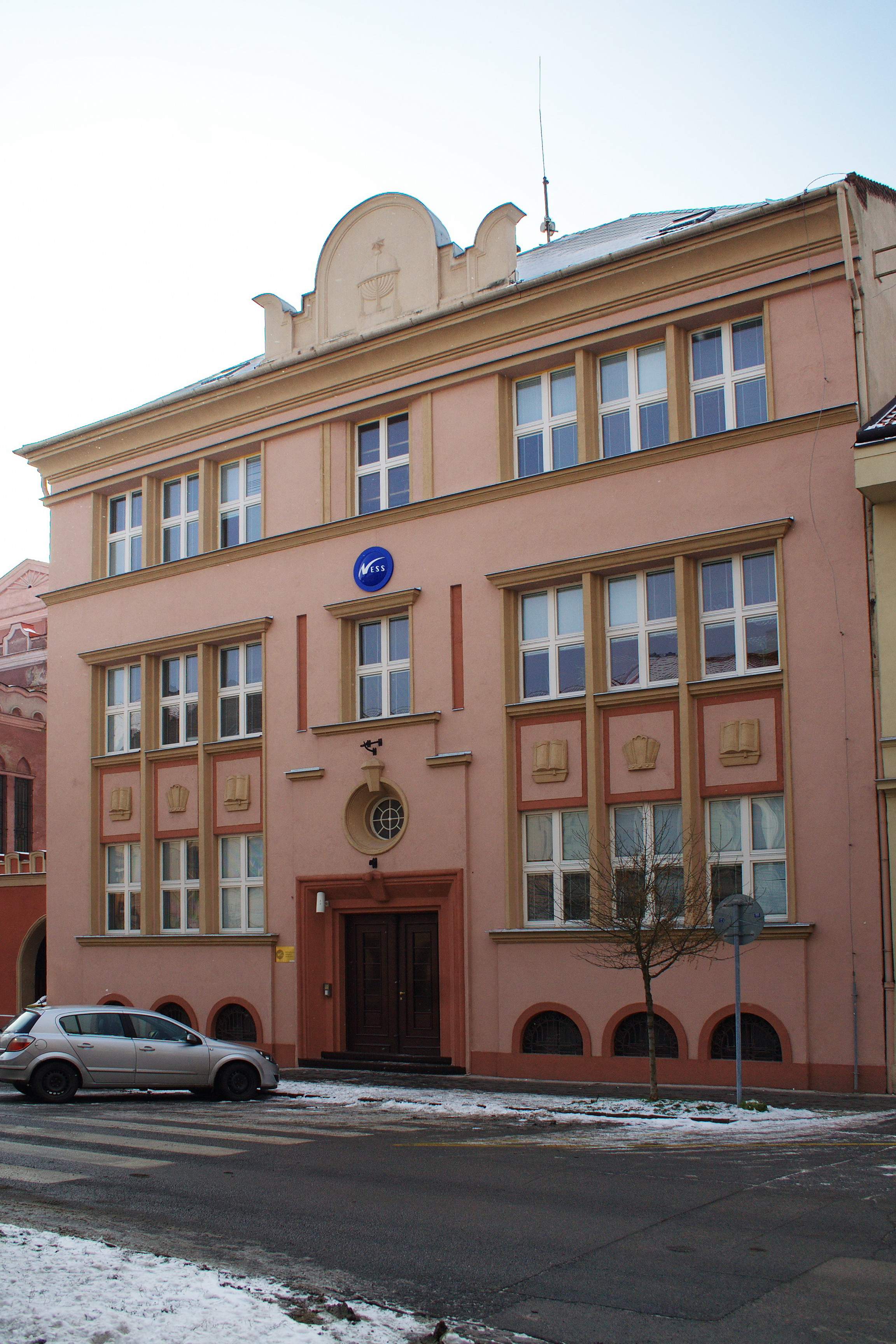
Voormalige school voor de joodse gemeenschap, gelegen naast de synagoge in de Puškinova-straat. Oeuvre van architect Ľudovít Oelschläger.